# Сюрек
Сюрек, Сурек — река в России, протекает по территории Сюмсинского района Удмуртии. Устье реки находится в 21 км от устья Валы по правому берегу. Длина реки составляет 18 км, площадь водосборного бассейна — 87,4 км².
Исток реки у деревни Васькино, центра Муниципального образования «Васькинское». Река течёт на юго-запад по ненаселённому заболоченному лесу, впадает в Валу выше деревни Сюрек.

## Данные водного реестра
По данным государственного водного реестра России относится к Камскому бассейновому округу, водохозяйственный участок реки — Вятка от водомерного поста посёлка городского типа Аркуль до города Вятские Поляны, речной подбассейн реки — Вятка. Речной бассейн реки — Кама.
Код объекта в государственном водном реестре — 10010300512111100039641.